# Резник Яків Борисович
Яків Борисович Резник (23.04.1892 — 17.06.1952) — перший в Україні доктор педагогічних наук, дослідник проблем дидактики, психології та виховання.

## Біографія
Яків Борисович Резник народився 23 квітня 1892 року в м. Чорнобиль Київської губернії в єврейській родині педагогів. Після закінчення початкової школи у 1905—1909 роках навчався на Чорнобильських курсах, де поглиблено вивчав російську, українську, латинську, німецьку, англійську та французьку мови. Протягом 1909—1928 років викладав єврейську мову у школах Чорнобиля, в київській школі № 46.
В 1915—1921 роках навчався у Київському університеті, а також завідував «Науково-дослідним дитячим будинком». Читав курси з педагогіки для педагогічного колективу Чорнобильської народної школи, лекції з педагогіки на курсах підготовки вчителів при Київському університеті;  викладав педагогіку у першому єврейському педагогічному технікумі.
Згодом в Київському університеті він отримав другу вищу освіту і здобув кваліфікацію викладача української мови та літератури (крім першої: провізора).
В 1919 році організував дитячий будинок і до 1927 року керував ним.
В 1928—1930 роках викладав педагогіку, історію педагогіки в Одеському інституті народної освіти, де йому було присвоєно вчене звання професора.
В 1930—1941 роках розробляв методичні рекомендації з різних дисциплін. Зробив вагомий внесок у педагогічну систему навчальних посібників «Домашнє завдання та організація самостійної роботи учнів» (єврейською мовою, 1938 р.), «Інтерес і увага в викладанні» (єврейською мовою, 1938 р.), «Психологічні основи навчального процесу» (1940 р.), «Методи викладання в радянській школі» (1941 р.).
З 1940 року був професором Українського науково-дослідного інституту педагогіки, завідував відділом дидактики. Одночасно викладав теорію та історію педагогіки в Київському педагогічному інституті. Захистив першу в Україні докторську дисертацію з педагогіки.
В 1941—1944 роках працював завідувачем кафедри педагогіки Кустанайського державного учительського інституту.
З 1944 року працював заступником директора Київського педагогічного інституту з наукової роботи, завідував кафедрою педагогіки.
В останні роки життя викладав педагогіку в Старобільському учительському інституті на Луганщині.
Помер 17 червня 1952 року у м. Старобільськ.

## Наукова діяльність
Є автором біля 200 наукових праць. Велике місце в спадщині Я. Б. Резника займають дослідження поглядів К. Д. Ушинського, педагогічних ідей Н. К. Крупської та А. С. Макаренка.
Вагомим внеском Я. Б. Рєзніка в педагогічну науку і шкільну практику став перший стабільний підручник із математики для початкових класів, перші «Методики» її викладання, перший на Україні посібник «Педагогіка» (1940) для студентів педагогічних інститутів, виданий українською мовою, в якому розміщувалися чотири фундаментальні розділи вченого, перша докторська робота про українську дидактику.
Майже всі дидактичні розділи містила в собі п'ятитомна його робота «Теорія і практика навчального процесу». У них він дає глибокий огляд основних напрямів у дидактиці минулого, обґрунтовує завдання освіти і навчання в радянській школі, аналізує поняття «Загальна освіта», «політехнічна освіта», «формалізм у викладанні» тощо. Широкому і всебічному аналізу Я. Б. Рєзнік піддав окремі методи навчання: розповідь-лекція, бесіда, робота з підручником і книгою, вправи, ілюстрації і демонстрації у навчанні, лабораторні заняття, екскурсії; розкрив значення методів і вимоги до них, підкреслив їх взаємодію, техніку їх застосування відповідно до вікових та індивідуальних особливостей дітей, виступав проти універсалізації будь-якого методу, вперше підкреслив їх взаємодію.
У фундаментальній праці «Пояснювальне читання в початковій школі» (1947) проаналізовані напрямки викладання граматики, правопису, дані рекомендації щодо застосування різноманітних методів викладання залежно від характеру матеріалу, рівня підготовки учнів, мети уроку.

### Праці
- Как работать с книгой / Я. Б. Резник. // Советская педагогика. — 1940. — № 10. — С. 14—22.
- Методика виховної роботи в школі і педагогічна спадщина А. С. Макаренка/ Я. Б. Резник. // Радянський студент. — 1940. — № 59. — Червень. — С. 3.
- Сила виховання / Я. Б. Резник. // Про виховну роботу в школі / За ред. Й. А. Ліпман. — К.: Радянська школа, 1940. — С. 7—19.
- Формалізм у навчанні та способи його усунення/ Я. Б. Резник. // Радянська школа. — 1945. — № 1—2. — С. 1—14.